# Phomatospora
Phomatospora Sacc. – rodzaj grzybów z klasy Sordariomycetes.

## Systematyka i nazewnictwo
Pozycja w klasyfikacji według Index Fungorum: Phomatosporaceae, Phomatosporales, Incertae sedis, Sordariomycetes, Pezizomycotina, Ascomycota, Fungii.
Synonim: Cryptonectriopsis (Höhn.) Weese, Cryptosporella subgen. Flageoletia Sacc., Flageoletia (Sacc.) Höhn.,Heteropera Theiss., Hyponectria subgen. Cryptonectriopsis Höhn., Phaeaspis Kirschst., Phomatosporopsis Petr.
Niektóre gatunki:
- Phomatospora acaciae Sousa da Câmara 1936
- Phomatospora berkeleyi Sacc. 1875
- Phomatospora caricicola Petr. 1929
- Phomatospora convolvuli Gonz. Frag. & Cif. 1925
- Phomatospora dinemasporium J. Webster 1955 – tzw. dinemasporium ciemne
- Phomatospora euphorbiae (Plowr. & W. Phillips) Cooke
- Phomatospora hederae Feltgen 1901
- Phomatospora podocarpi Syd. 1930
- Phomatospora secalina Feltgen 1903

Nazwy naukowe na podstawie Index Fungorum. Nazwy polskie według W. Fałtynowicza.